# The Knee
The Knee ist eine wissenschaftliche Fachzeitschrift, die vom Elsevier-Verlag im Auftrag der British Association for Surgery of the Knee, der Australian Knee Society und der Deutschen Kniegesellschaft veröffentlicht wird. Die Zeitschrift erscheint mit sechs Ausgaben im Jahr. Es werden Arbeiten veröffentlicht, die sich mit der klinischen Behandlung des Kniegelenks beschäftigen.
Der Impact Factor lag im Jahr 2014 bei 1,936. Nach der Statistik des ISI Web of Knowledge wird das Journal mit diesem Impact Factor in der Kategorie Chirurgie an 78. Stelle von 198 Zeitschriften, in der Kategorie Orthopädie an 28. Stelle von 72 Zeitschriften und in der Kategorie Sportwissenschaften an 28. Stelle von 81 Zeitschriften geführt.